# Il trionfo (enciclica)
Il trionfo è una enciclica di papa Pio VII, datata 4 maggio 1814, e pubblicata da Cesena. Arrestato dai francesi nel 1809 ed esiliato in Francia, Pio VII, dopo le sconfitte subite da Napoleone nel marzo 1814 e il suo trasferimento nell'isola d'Elba, può finalmente ritornare per l'Italia; e da Cesena, sua città natale, indirizza a tutti i suoi sudditi la lettera con la quale ringrazia Dio della libertà riconquistata dopo quasi cinque anni di prigionia e impartisce le prime disposizioni per la riorganizzazione dello Stato Pontificio.

## Fonte
- Tutte le encicliche e i principali documenti pontifici emanati dal 1740. 250 anni di storia visti dalla Santa Sede, a cura di Ugo Bellocchi. Vol. II: Clemente XIII (1758-1769), Clemente XIV (1769-1774), Pio VI (1775-1799), Pio VII (1800-1823), Libreria Editrice Vaticana, Città del Vaticano 1994.